# 伊塔島
64°19′S 62°55′W / 64.317°S 62.917°W
伊塔島（法語：Île Êta），是南極洲的島嶼，位於帕默群島的梅爾基奧群島，處於歐米加島以北，長3公里，由讓-巴蒂斯特·夏古率領的法國探險隊繪入地圖，現時由南極條約體系管理。